# Patryk Paryzek
Patryk Paryzek (Poznań, 3 febbraio 2006) è un calciatore polacco, attaccante del Pogoń Stettino.

## Caratteristiche tecniche
Gioca come centravanti.

## Carriera

### Club
Ha iniziato a giocare a calcio nel settore giovanile del Lech Poznań ed è passato al Pogoń Stettino nel 2022. Il 27 giugno 2023 ha firmato il suo primo contratto professionistico ed il 16 febbraio 2024 ha debuttato in prima squadra nell'incontro di Ekstraklasa contro il Radomiak Radom segnando una rete nella vittoria per 4-0.

### Nazionale
Ha giocato nelle nazionali giovanili polacche Under-18 ed Under-19.

## Statistiche

### Presenze e reti nei club
Statistiche aggiornate al 8 marzo 2025.
| Stagione        | Squadra           | Campionato      | Campionato | Campionato | Coppe nazionali | Coppe nazionali | Coppe nazionali | Coppe continentali | Coppe continentali | Coppe continentali | Altre coppe | Altre coppe | Altre coppe | Totale | Totale | Totale |
| Stagione        | Squadra           | Comp            | Pres       | Reti       | Comp            | Pres            | Reti            | Comp               | Pres               | Reti               | Comp        | Pres        | Reti        | Pres   | Reti   |        |
| --------------- | ----------------- | --------------- | ---------- | ---------- | --------------- | --------------- | --------------- | ------------------ | ------------------ | ------------------ | ----------- | ----------- | ----------- | ------ | ------ | ------ |
| 2023-2024       | Pogoń Stettino II | 3L              | 1          | 0          | -               | -               | -               | -                  | -                  | -                  | -           | -           | -           | 1      | 0      |        |
| 2024-2025       | Pogoń Stettino II | 3L              | 2          | 0          | -               | -               | -               | -                  | -                  | -                  | -           | -           | -           | 2      | 0      |        |
| 2023-2024       | Pogoń Stettino    | EK              | 6          | 1          | CP              | 0               | 0               | -                  | -                  | -                  | -           | -           | -           | 6      | 1      |        |
| 2024-2025       | Pogoń Stettino    | EK              | 19         | 1          | CP              | 2               | 1               | -                  | -                  | -                  | -           | -           | -           | 21     | 2      |        |
| Totale carriera | Totale carriera   | Totale carriera | 28         | 2          |                 | 2               | 1               |                    | -                  | -                  |             | -           | -           | 30     | 3      |        |